# Coalición ciudadana para el Sahel
Coalición ciudadana para el Sahel (en francés Coalition citoyenne pour le Sahel) es una alianza de organizaciones de la sociedad civil del Sahel y de África Occidental lanzada el 16 de julio de 2020 para reclamar una solución para el Sahel que proteja a la población civil. La coalición surge en respuesta a la creación de la Coalición para el Sahel creada en la Cumbre del G5 del Sahel en Pau en enero de 2020.
La coalición presentó en abril de 2021 el documento "Sahel: Ce qui doit changer. Pour une nouvelle approche centrée sur les besoins des poppulations" (Sahel: Lo que debe cambiar. Para una nueva aproximación centrada en las necesidades de las poblaciones) apoyado por medio centenar de organizaciones en el que defiende la necesidad de un cambio de estrategia en la lucha contra el terrorismo en el Sahel. 
Algunos de los portavoces de la organización son Niagalé Bagayoko, presidenta de la African Security Sector Network, Abdoulaye Bathily (Sénégal), historiador, exministro y antiguo Representante especial adjunto del Secretario General de la OLU para Malí,  Assitan Diallo, presidenta de la Association des Femmes Africaines pour la Recherche et le Développement (AFARD, Mali), Drissa Traoré de la Asociación Maliense de los Derechos Humanos (AMDH).
La Coalición está apoyada por ONGs internacionales como Acción contra el Hambre, CARE Internacional, Federación Internacional por los Derechos Humanos (FIDH), Médicos del Mundo, Oxfam Internacional, Plan Internacional, etc.

## Contexto
La iniciativa surge tras la Cumbre celebrada en Pau del G5 del Sahel en enero de 2020 y la constatación por parte de estas organizaciones de la sociedad civil de las "insuficiencias" de la nueva "coalición internacional para el Sahel". «La lucha antiterrorista no puede ser la única respuesta, es necesario una aproximación más local para enfrentar las profundas causas de la crisis» señala la politóloga Niagalé Bagayoko, una de las portavoces de la coalición.

## Pilares de las reivindicaciones
Los pilares de reivindicación de la sociedad civil planteados por la coalición son:
- Pilar 1: Situar la protección de civiles y la seguridad humana en el corazón de la respuesta al Sahel.
- Pilar 2: Crear una estrategia política global que responda a las causas profundas de la inseguridad.
- Pilar 3:  Responder a las urgencias humanitarias y velar para que la ayuda se adapte al desarrollo.
- Pilar 4: Luchar contra la impunidad y garantizar el acceso de todas las personas a la justicia.

## Repensar la lucha contra el terrorismo en el Sahel

### Antecedentes
Desde 2012 que empezó la crisis de Malí se calcula que el Sahel han muerto 17.000 personas según la ONG Armed Conflict Location and Event Data Project (ACLED) y la población civil es la más afectada por esta violencia que tiene como protagonistas una gran diversidad de actores: grupos terroristas, milicias de autodefensa pero también fuerzas de seguridad gubernamentales. En 2019 según la ONU se han registrado 4.000 muertos en Burikina Faso, Malí y Níger y hay más de un millón de personas forzadas a abandonar sus hombres
"Sahel: Lo que debe cambiar"
En su primer informe "Sahel, lo que debe cambiar" la Coalición denuncia el fracaso de la política antiterrorista desarrollada en los últimos ocho años en el Sahel y reivindica que se sitúe la protección de la población civil en el corazón de la estrategia. También se denuncia que entre 2017 y 2020 el ataque contra civiles se han multiplicado por cinco.
La organización recomienda favorecer el diálogo, incluidos los grupos armados, responder a las urgencias humanitarias dado que 15 millones de personas tienen necesidad de asistencia y reclama la lucha contra la impunidad dado que a pesar de las investigaciones abiertas no se ha desarrollado hasta el momento (2020) ningún procedimiento judicial para castigar a los culpables de los excesos contra los civiles.